# دارين أودونيل
دارين أودونيل هو كاتب كندي، ولد في 12 سبتمبر 1965 في إدمونتون في كندا.